# Thecla atilla
Thecla atilla är en fjärilsart som beskrevs av Charles Oberthür 1913. Thecla atilla ingår i släktet Thecla och familjen juvelvingar. Inga underarter finns listade i Catalogue of Life.